# Schizotergitius styliferus
Schizotergitius styliferus är en mångfotingart som beskrevs av Imre Loksa 1978. Schizotergitius styliferus ingår i släktet Schizotergitius och familjen stenkrypare.
Artens utbredningsområde är Mongoliet. Inga underarter finns listade i Catalogue of Life.